# إيمان الطوخي
إيمان الطوخي (24 سبتمبر 1958 -)، ممثلة ومغنية مصرية.

## عن حياتها
هي ابنة الفنان محمد الطوخي، تخرجت من كلية الإعلام قسم إذاعة وتلفزيون عام 1980، أعلنت اعتزالها المجال الفني بعد آخر عمل لها عام 1997 بعد 15 عامًا من العمل فيه رغم حزنها معللة الأمر بأن «الدخلاء على مهنة الفن أساءوا إلى الفنانين الحقيقيين مما أدى إلى ابتعاد عدد كبير من الفنانات عن الوسط».
أهم الشائعات التي تعرضت لها شائعة تخص اسمها حيث يتوهم البعض أنها ابنة للمقرئ الشيخ محمود الطوخي إلا أن أكثر الشائعات انتشاراً في الآونة الأخيرة أنها كانت متزوجة من الرئيس المصري الأسبق محمد حسني مبارك في السر وهو الأمر الذي لم ينفه أحد و لم يؤكده.

## أعمالها

### من المسلسلات
- المسلسل التاريخي الطريق إلى سمرقند
- ألف ليلة وليلة.
- رأفت الهجان.
- مسلسل لا إله إلا الله.
- بوابة الحلواني.[2]
- رابعة تعود.[3]
- كوكي كاك.
- رحلة فطوطة السحرية - 5 أجزاء.
- تحت ظلال السيوف.
- جمال الدين الأفغاني
- صباح الورد
- رياح الخوف في دور رحيل

### من الأفلام
- اللقاء الدامي.
- دماء على الأسفلت.
- الحب أيضا يموت.
- لا تدمرني معك.
- الحكم آخر جلسة.
- بيت الكوامل.

## روابط خارجية
- إيمان الطوخي على موقع IMDb (الإنجليزية)
- إيمان الطوخي على موقع الدهليز
- إيمان الطوخي على موقع قاعدة بيانات الأفلام العربية